# ルビーレーザー

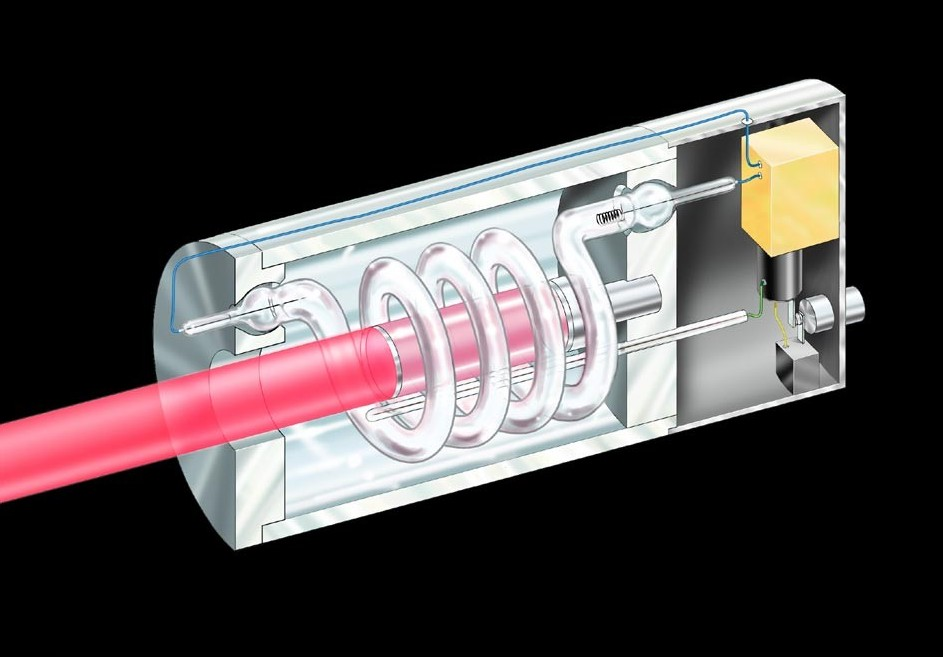
ルビーレーザー

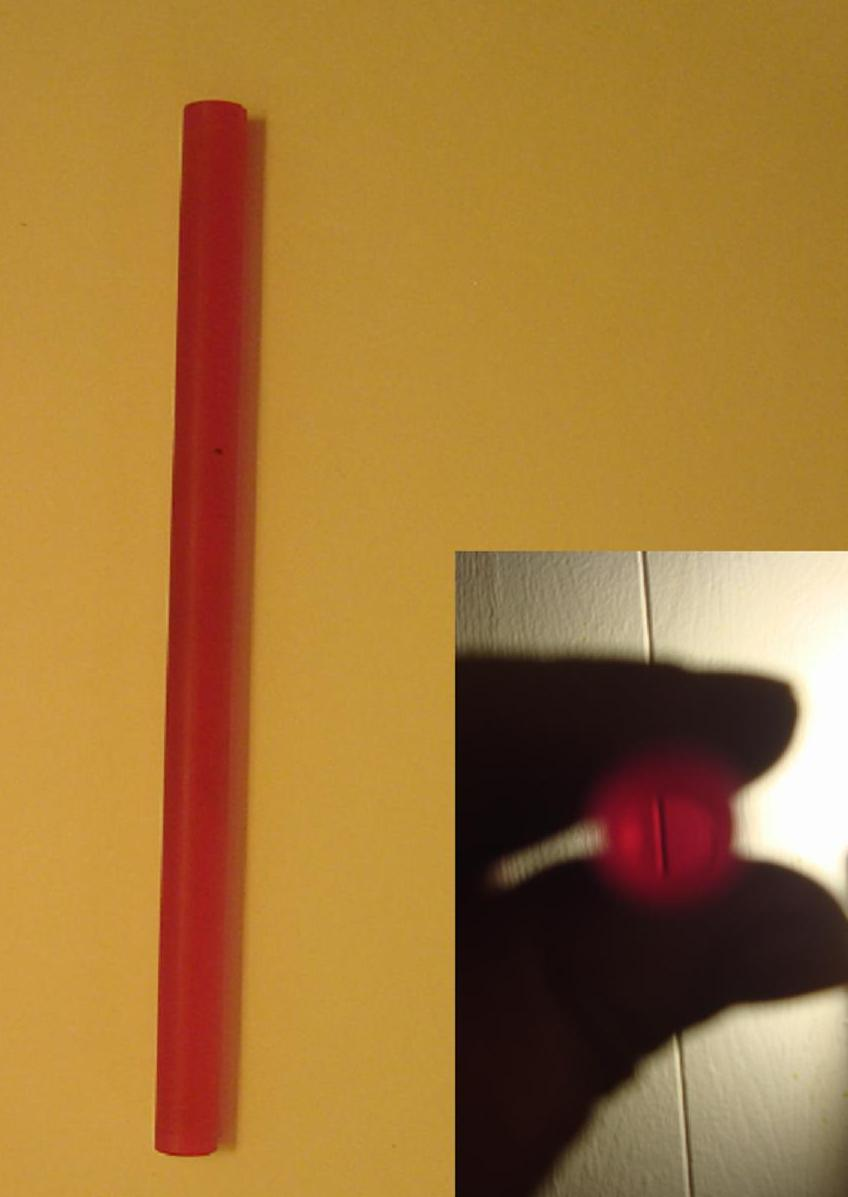
ルビーレーザーロッド

ルビーレーザーの透過スペクトル

ルビーレーザー (英: Ruby laser) とは固体レーザーの一種である。母材にルビーを使用するためこの名が付いている。実際は3価クロムイオン (Cr3+) で代用できる。1960年にセオドア・ハロルド・メイマンが世界初のレーザー発振方式として実現した。なお持続的に動作するルビーレーザー装置を発明したのはウィラード・ボイルである。

## 構造
レーザー装置はレーザー媒体・励起装置・光共振器から成る。ルビーレーザーの場合、レーザー媒質には合成ルビー、すなわちアルミナ骨格 (Al2O3) の Al 原子のうち0.01～0.5%程度が発光原子であるクロムに置換されたものを用いる。まずポンピング用ランプ光源（フラッシュランプ）によりレーザー媒質を励起し反転分布を起こさせる。次に誘導放出により放出された光が光共振器により増幅され、ある一定以上のエネルギーになるとレーザービームとして出力される。

## 原理
ルビーレーザーは3つのエネルギー準位を用いて反転分布を形成する3準位レーザーである。基底状態にあるクロム原子を励起装置により励起状態にする。励起状態のクロム原子は緩和時間約 100 ns で準安定状態に落ち着く。この緩和時間から基底状態への緩和時間は約3 ms と他の状態より長いために反転分布が起こる。この間に誘導放出を起こさせると 694.3 nm の光が放出される。しかし3準位レーザーの場合、下準位が基底状態であるために占有率が極めて高く、かなり強力な励起を行わないと準安定状態と基底状態との間で反転分布を形成できないので、より効率よく反転分布を形成できる4準位レーザーの方が固体レーザーとしては主流である。

## 用途
4準位レーザーと比較して効率が悪いために、研究・産業にはほとんど用いられていない。医療用途（特に美容）ではメラニン色素が赤色の波長の光を吸収しやすいことを利用し、シミ・ホクロ消しに利用されている。また、赤色の光を出すとして有用であり、ホログラフィーなどに使われている。